# Je t'aimais, je t'aime, je t'aimerai
Pour les articles homonymes, voir Je t'aime.
Clip vidéo
[vidéo] « Francis Cabrel - Je t'aimais, je t'aime, je t'aimerai », sur YouTube
Pistes de Samedi soir sur la Terre
Samedi soir sur la Terre Les Vidanges du diable
Je t'aimais, je t'aime, je t'aimerai est une chanson d'amour française, de l'auteur-compositeur-interprète Francis Cabrel, single extrait de son 8e album Samedi soir sur la Terre (vendu à plus de 4 millions d'exemplaires). Un des plus importants succès des années 1990, de sa carrière, et de la chanson française.

## Histoire
Cet « hymne à l'amour » (et déclaration d'amour) écrite et composée par Francis Cabrel sur le thème de « l'amour éternel » qu'il interprète en s'accompagnant à la guitare acoustique sur fond de chœurs, semble dédiée à son enfant, à la mère de son enfant, et à l'amour en général, qu'il compare à un printemps, à un diamant... Elle fait partie de ses nombreuses chansons d'amour, avec entre autres Petite Marie, Je l'aime à mourir, L'Encre de tes yeux, Petite sirène, Octobre, La Fille qui m'accompagne, Il faudra leur dire... « Tellement de choses qu'on promet, Une seule pour laquelle je suis fait, Je t'aimais, je t'aime et je t'aimerai, Mais quoique tu fasses, L'amour est partout où tu regardes, Dans les moindres recoins de l'espace, Dans les moindres rêves où tu t'attardes, L'amour comme s'il en pleuvait, Nu sur les galets, On s'envolera du même quai, Les yeux dans les mêmes reflets, Pour cette vie et celle d'après, Tu seras mon unique projet... ». Il montre beaucoup d'affection pour sa femme et son enfant .
Le tournage a eu lieu en partie dans l'ancienne gare désaffectée de Sarrancolin. On peut voir derrière le banc où l'homme est assis l'inscription sur le mur de la gare : Hautes-Pyrénées, altitude 631,50.

## Reprises
Elle est reprise en particulier par Les Enfoirés (dont Francis Cabrel est un des principaux membres historiques), Nolwenn Leroy (album Folk de 2018), et Anne Sila...
L'adaptation en espagnol est écrite et interprétée par Lola Dargenti.